# 로즈메리 해리스
로즈메리 해리스(Rosemary Harris, 1927년 9월 19일 ~ )는 잉글랜드의 배우이다. 연극 《The Lion in Winter》(1966)로 1966년 제20회 토니상 연극 부문 여우주연상을 받았다. 텔레비전 드라마 분야에서는 《Notorious Woman》(1974)로 1976년 제28회 프라임타임 에미상 미니시리즈 여우주연상을, 미니시리즈 《Holocaust》(1978)로 1979년 제36회 골든 글로브상 TV 드라마 부문 여우주연상을 수상했다. 1986년 미국 극장 명예의 전당(American Theater Hall of Fame)에 헌액되었다.

## 출연 작품

### 영화
- 호걸 브롬멜 (1954)
- 오델로 (1956)
- 브라질에서 온 소년 (1978)
- 탐 앤 비브 (1994)
- 햄릿 (1996)
- 선샤인 (1999)
- 기프트 (2000)
- 블로우 드라이 (2001)
- 스파이더맨 (2002)
  - 스파이더맨 2 (2004)
  - 스파이더맨 3 (2007)
- 빙 줄리아 (2004)
- 악마가 너의 죽음을 알기 전에 (2007)
- 디스 민즈 워 (2012)

### 텔레비전
- Notorious Woman (1974)
- Holocaust (1978)
- 성범죄수사대: SVU (2010)
- 언두잉 (2020)

### 연극
- 시련 (1954)
- 트로일러스와 크리세이드 (1956)
- 바냐 아저씨 (1963)
- 햄릿 (1963)
- 사람과 초인 (1965)
- The Lion in Winter (1966)
- 여러분이 그렇다면, 그런거죠 (1966)
- 스캔들 학교 (1966-67)
- 물오리 (1967)
- 베니스의 상인 (1973)
- 욕망이라는 이름의 전차 (1973)
- 세 자매 (1977)
- 신에게 보내는 편지 (2007-08)
- 마이 페어 레이디 (2018-19)

## 수상

### 수상내역
| 1962 | 1962 오비상 여우상                             |
| 1965 | 1965 오비상 여우상                             |
| 1966 | 제20회 토니상 연극 부문 여우주연상             |
| 1976 | 제28회 프라임타임 에미상 미니시리즈 여우주연상 |
| 1979 | 제36회 골든 글로브상 TV 드라마 부문 여우주연상 |
| 1994 | 제66회 전미 비평가 위원회 여우조연상           |
| 2001 | 제5회 새틀라이트상 드라마 부문 여우조연상      |
| 2007 | 제17회 고섬 어워드 앙상블 캐스트상             |
| ---- | ---------------------------------------------- |